# Port lotniczy Katmandu
Port lotniczy Katmandu – międzynarodowy port lotniczy położony 6 km od centrum Katmandu. Jest największym portem lotniczym w Nepalu i głównym węzłem linii lotniczych Nepal Airlines.

## Historia
Lotnisko rozpoczęło działalność jako Port lotniczy Gauchar, nazwany od obszaru Katmandu, w którym został położony. Formalny początek działalności lotniczej w Nepalu datuje się na 1949 roku, miało miejsce wtedy lądowanie 4 osobowego starego samolotu Beechcraft Bonanza, z ambasadorem Indii. Pierwszy lot czarterowy, miały miejsce między Gauchera i Kalkutą liniami Himalayan Aviation 20 lutego 1950.
W roku 1955 lotnisko zostało otwarte przez króla Mahendra i przemianowany na Port lotniczy Tribhuvan, w celu upamiętnienia jego ojca. Lotnisko zmieniło nazwę Tribhuvan International Airport w 1964 roku. Oryginalny pas trawiasty został przebudowany na betonowy w 1957 roku z 1140 m do 2000 m długości w 1967 roku. Pas startowy został ponownie przedłużony do 3000 m w 1975.

## Linie lotnicze i połączenia
- Air Arabia (Szardża)
- Agni Air (Bhadrapur, Bhairahawa, Biratnagar, Lukla, Pokhara, Tumlingtar)
- Air China (Chengdu, Lhasa)
- Arkefly (Amsterdam)
- Bahrain Air (Bahrajn)
- Biman Bangladesh Airlines (Dhaka)
- Buddha Air (Bhadrapur, Bhairahawa, Bharatpur, Biratnagar, Dhangadhi, Janakpur, Lucknow, Nepalgunj, Pokhara, Paro, Simara)
- China Southern Airlines (Kanton)
- Dragonair (Hongkong)
- Druk Air (Bagdogra, Paro)
- Etihad Airways (Abu Zabi)
- Fly Dubai (Dubaj)
- Guna Airlines (Pokhara, Birgunj, Biratnagar, Janakpur, Simara)
- GMG Airlines (Dhaka)
- Gorkha Airlines (Bhairahawa, Bharatpur, Janakpur, Lukla, Pokhara, Simara, Tumlingtar)
- Gulf Air (Bahrajn)
- Indian Airlines (Delhi, Kalkuta, Waranasi)
- Jet Airways (Bombaj, Delhi)
- Jet Lite (Delhi, Hyderabad)
- Jordan Aviation (Amman)
- Kingfisher Airlines (Delhi)
- Korean Air (Seul-Incheon)
- Nepal Airlines (Bangkok-Suvarnabhumi, Bhojpur, Chaurjhari, Delhi, Ad-Dauha, Dubaj, Hongkong, Kageldanda, Khanidanda, Kuala Lumpur, Lamidanda, Lukla, Phaplu, Pokhara, Rukumkot, Rumjatar, Thamkharka, Tumlingtar)
- Oman Air (Maskat)
- Pakistan International Airlines (Islamabad, Lahaur)
- Qatar Airways (Ad-Dauha)
- SalamAir (Maskat [od 11 września 2018][3])
- SilkAir (Singapur)
- Sita Air (Biratnagar, Dang, Dhangadhi, Janakpur, Jomsom, Lukla, Pokhara, Tumlingtar)
- Spicejet (Delhi)
- Tara Air (Bajura, Bharatpur, Dolpa, Jomsom, Jumla, Lamidanda, Lukla, Meghauli, Nepalgunj, Phaplu, Pokhara, Ramechhap, Rara, Rumjatar, Simikot, Surkhet, Tumlingtar)
- Thai Airways International (Bangkok-Suvarnabhumi)
- Turkish Airlines (Istambul)
- United Airways (Dhaka)
- Yeti Airlines (Bhadrapur, Bhairahawa, Biratnagar, Dhangadhi, Janakpur, Nepalgunj, Pokhara)